# Шестизвонье
Шестизвонье (цюрих. нем. Sächsilüüte «Сахсилюютэ», нем. Sechseläuten «Зекселойтен») — традиционный весенний праздник в Цюрихе. Отмечается с начала XX века в основном в третий понедельник апреля. Является по сути проводами зимы и встречей весны, в связи с чем все украшается невероятным количеством цветов. Гимном Шестизвонья является «марш Шестизвонья» (Sechseläutenmarsch), известный в России как Егерский марш.

## Описание праздника
В этот день проводится парад гильдий. Множество людей специально приезжают со всех концов страны, чтобы наряженными в исторические костюмы и украшенными цветами пройти по центральным улицам Цюриха под торжественную музыку. Каждая группа людей представляет собой гильдию, соответствующую той или иной профессии. В гильдии входят преимущественно представители древнейших фамилий. Проходя мимо людей, пекари кидают в толпу булочки, виноделы угощают вином, другие осыпают толпу конфетами.
В завершении торжественного шествия народ собирается на площади у озера, возле площади Бельвю. Там уже приготовлено чучело снеговика (Böögg или Böög), символизирующего зиму, и заготовлены дрова. В тело снеговика заложены определенные порции взрывчатки, причем самая большая находится в голове. Снеговика торжественно поджигают, после чего засекают время до момента, когда голова взорвётся. Чем короче это время, тем лучше, как полагают, будет лето. Обычно проходит минут 7-15, однако в дождливую погоду процедура может длиться более получаса. Сожжение чучела снеговика отдалённо напоминает сожжение чучела Масленицы.

Украшение цветами является неотъемлемой частью праздника
Повозка от гильдии виноделов
Парад гильдий. 10 апреля 2007
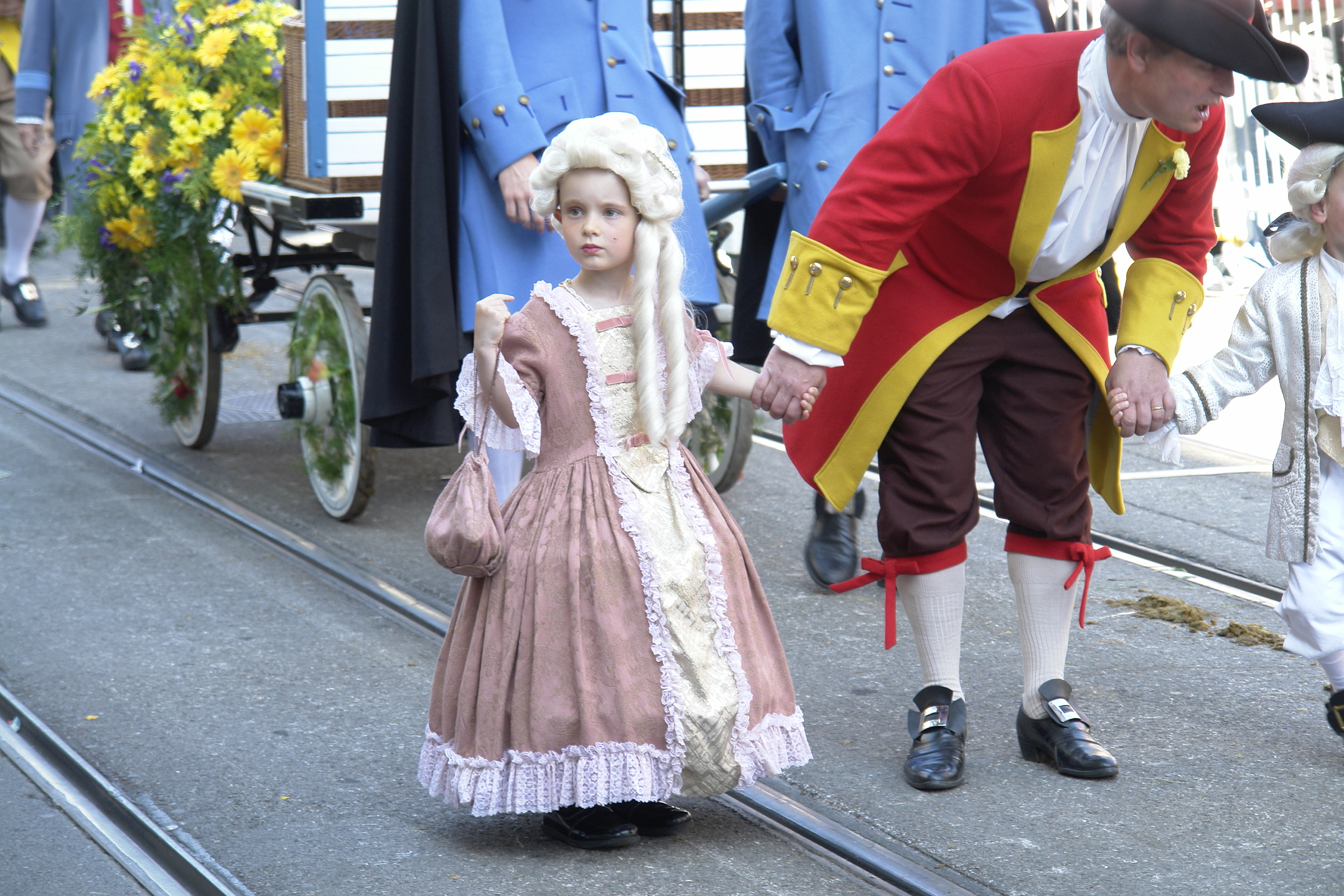
Ряженые на параде гильдий. 2007
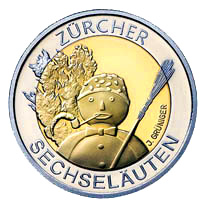
Швейцарская памятная монета "Sechseläuten".
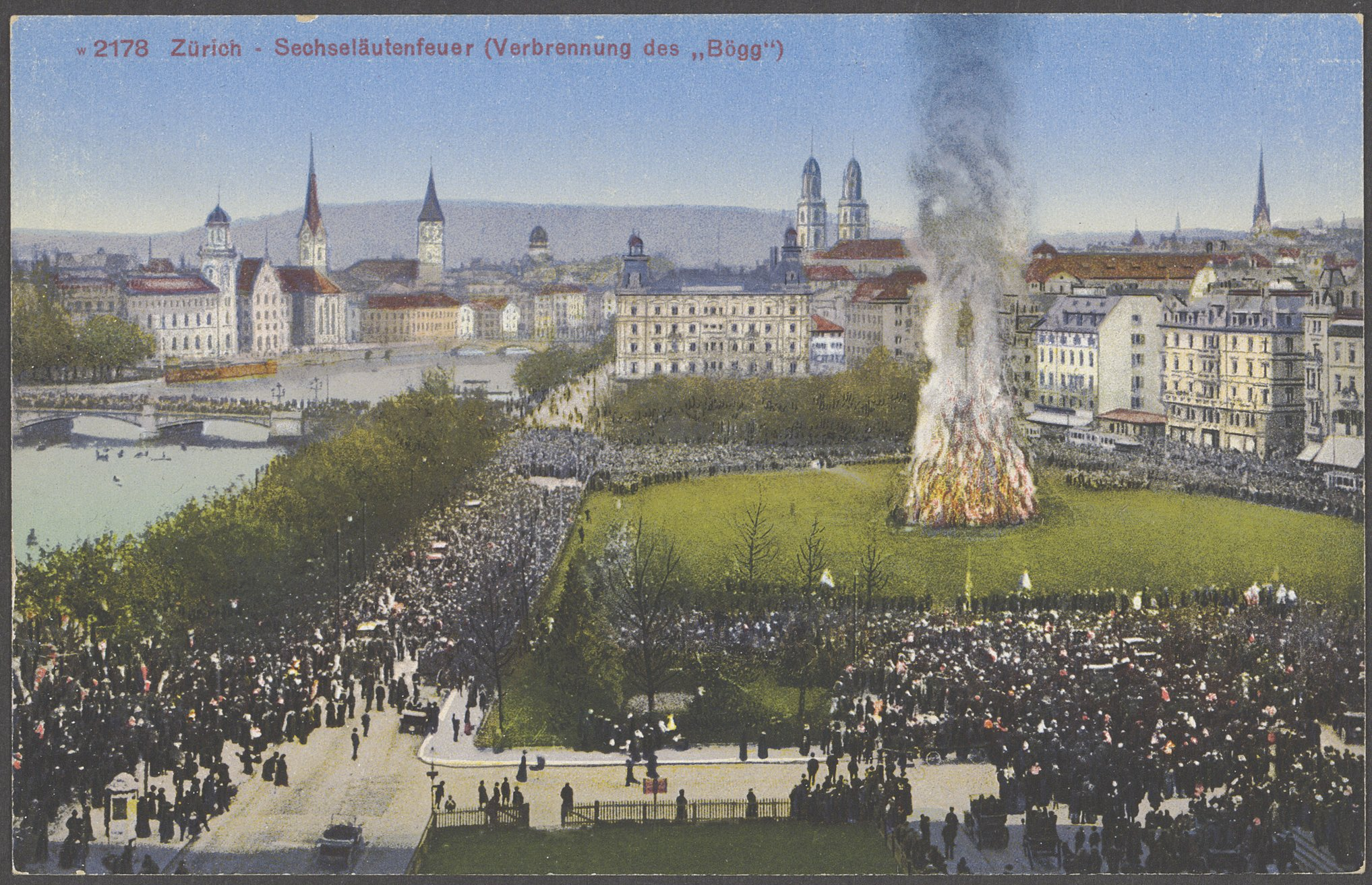
Сжигание снеговика. Цюрих, 1900.

Наравне со взрослыми в параде участвует огромное количество детей и подростков.
Полагается дарить цветок каждому человеку из торжественного шествия, которого знаешь.

## Дата
Праздник отмечается в третий понедельник апреля, однако есть исключения. Если день праздника выпадает на пасхальную неделю, то он переносится на второй понедельник апреля. Если же день праздника выпадает на светлый понедельник (Ostermontag), то он переносится на четвертый понедельник апреля. Также есть исключения, связанные с весенними школьными каникулами. Окончательные даты определяется городским советом на 5 лет вперед и публикуются на официальной странице.